# تشاك أولريش
تشاك أولريش (بالإنجليزية: Chuck Ulrich)‏ هو لاعب كرة قدم أمريكية أمريكي، ولد في 14 ديسمبر 1929 في شيكاغو في الولايات المتحدة، وتوفي في 10 أبريل 2006.

## وصلات خارجية
- تشاك أولريش على موقع مرجع كرة القدم المحترفة.كوم (الإنجليزية)